# Petit Moni
Petit Moni (яп. プッチモニ Пуччимони, также пишется Pucchi Moni, Petitmoni и т.д.) — японская музыкальная группа, образованная в 1999 году как подгруппа гёрл-группы Morning Musume.
Первый состав («участницы первого поколения»): Маки Гото, Саяка Ити, Кэй Ясуда.
Группа дебютировала 25 ноября 1999 года с синглом «Chokotto Love».

## Состав

### 1-е поколение
- Кэй Ясуда (яп. 保田圭 Yasuda Kei)
- Саяка Ити (яп. 市井紗耶香 Ichii Sayaka)
- Маки Гото (яп. 後藤真希 Goto Maki)

### 2-е поколение
- Кэй Ясуда — лидер
- Маки Гото
- Хитоми Ёсидзава (яп. 吉澤ひとみ Yoshizawa Hitomi)

### 3-е поколение
- Хитоми Ёсидзава — лидер
- Макото Огава (яп. 小川麻琴 Ogawa Makoto)
- Аяка (яп. アヤカ) (группа Coconuts Musume)

### Petit Moni V
- Саки Накадзима (группа Cute) — лидер
- Май Хагивара (группа Cute)
- Эрина Мано

## Дискография

### Синглы
| № | Название                                                                                  | Дата выхода     | Чарты | Альбом           |
| № | Название                                                                                  | Дата выхода     | JP    | Альбом           |
| - | ----------------------------------------------------------------------------------------- | --------------- | ----- | ---------------- |
| 1 | «Chokotto Love» (яп. ちょこっとLove)                                                      | 25 ноября 1999  | 1     | Zenbu! Petitmoni |
| 2 | «Seishun Jidai 1. 2. 3! / Baisekou Daiseikou!» (яп. 青春時代 1.2.3！／バイセコー大成功！) | 26 июля 2000    | 1     | Zenbu! Petitmoni |
| 3 | «Baby! Koi ni Knock Out!» (яп. Baby！恋にKnock Out！)                                     | 28 февраля 2001 | 1     | Zenbu! Petitmoni |
| 4 | «Pittari Shitai X'mas!» (яп. ぴったりしたいX'mas！)                                       | 14 ноября 2001  | 2     | Zenbu! Petitmoni |

### Альбомы
| № | Название                                  | Подробнее                                                           | Чарты |
| № | Название                                  | Подробнее                                                           | JPN   |
| - | ----------------------------------------- | ------------------------------------------------------------------- | ----- |
| 1 | Zenbu! Petitmoni (яп. ぜんぶ！プッチモニ) | - Дата выпуска: 21 августа 2002 - Лейбл: Zetima - Форматы: CD и др. | 1     |